# Botanicula
Botanicula – komputerowa gra przygodowa typu wskaż i kliknij stworzona przez studio Amanita Design. Jej premiera odbyła się 19 kwietnia 2012 roku na platformy Microsoft Windows, Linux i OS X. Botanicula zadebiutowała także na The Humble Botanicula Debut, gdzie kupując ją w pakiecie z innymi grami, nabywcy mogli pomóc organizacji World Land Trust chronić lasy deszczowe. W Polsce została wydana 27 kwietnia 2012 roku przez firmę CD Projekt. 15 czerwca 2012 roku na oficjalnej stronie gry została udostępniona wersja demonstracyjna produktu. Stworzona zostanie także wersja na iPada (iOS), jednak nie została ogłoszona data jej wydania. Rozważany jest także port gry na system Android.

## Fabuła
Botanicula przedstawia przygody piątki botanicznych stworków o imionach Mr. Lantern, Mr. Twig, Mr. Poppy Head, Mr. Feather oraz Mrs. Mushroom, którzy próbują ocalić ostatnie ziarno ich ojczystego drzewa przed złymi pasożytniczymi stworami atakującymi ich dom.

## Rozgrywka
W grze Botanicula został zastosowany podobny schemat rozgrywki, jak w poprzednich grach studia Amanita Design. Gracz kierując piątką głównych bohaterów eksploruje środowisko gry, rozwiązuje zagadki oraz zbiera przedmioty potrzebne do pokonania przeszkód, które spotyka na swojej drodze. Gracz ma możliwość interakcji z innymi istotami oraz easter eggami, które są obecne w bogatym środowisku gry.
Podobnie jak w Machinarium w grze nie występują żadne mówione lub pisane dialogi.

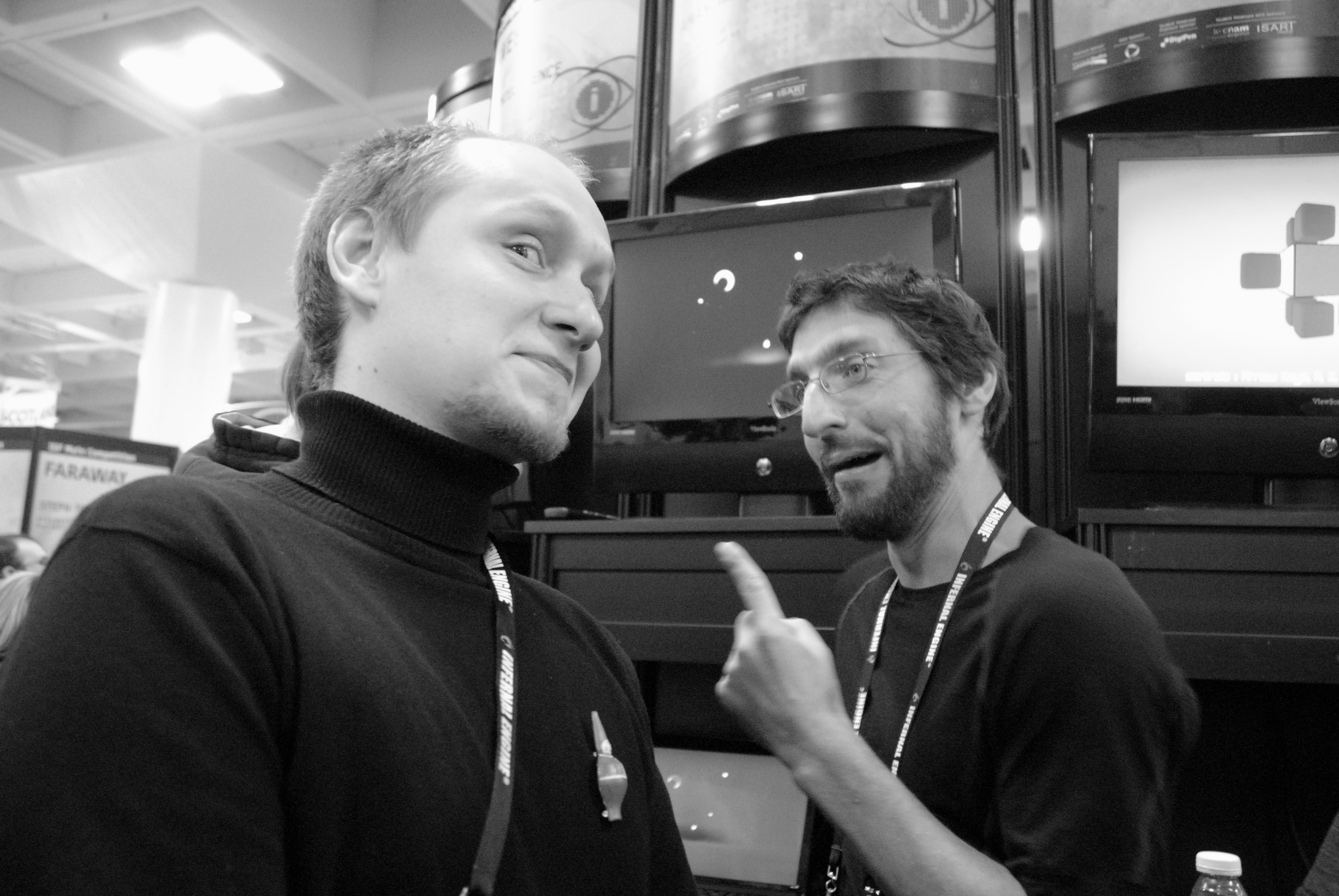
Jaromír Plachý – designer Botaniculi oraz Jakub Dvorský – założyciel Amanita Design.
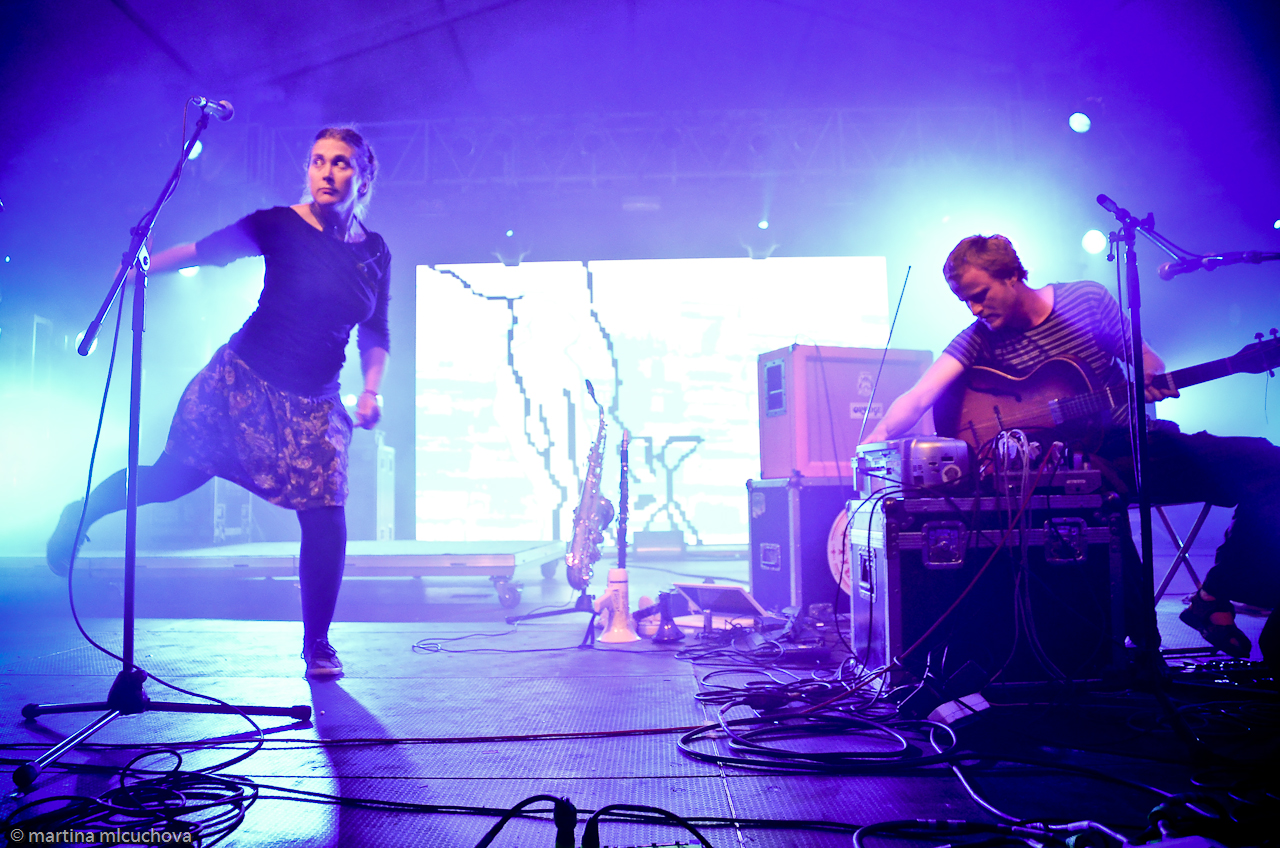
Zespół Dva, twórcy oprawy dźwiękowej gry.

## Nagrody
Botanicula wygrała 14. coroczną nagrodę Excellence in Audio (doskonałość w dźwięku) na Independent Games Festival w 2012 roku.